# 張仲
張仲（1523年—？），字明孝，江西南昌府南昌縣人，民籍，明朝政治人物。

## 生平
江西鄉試第三名舉人。嘉靖二十三年（1544年）中式甲辰科會試第一百七十三名，登第二甲第五十四名進士。授廣德州知州。

## 家族
曾祖張瑞；祖父張元春，知府食三品俸進階亞中大夫；父張登，母李氏。严侍下。